# Markandeya
Markandeya est un sage mythique, et ancestral dans l'hindouisme : un rishi. Il était dévot de Shiva et Vishnu. La tradition le désigne comme le narrateur du Markandeya Purana, un texte parlant des œuvres des dieux. Il est un rishi immortel et, comme tel, c'est un témoin privilégié de l'histoire universelle. Un jour il rencontre Vishnu Nãrãyana sous forme d'un bébé étendu sur une feuille de banian. Il est alors comme aspiré par ce bébé et, à l'intérieur du corps de l'enfant divin, il voit comment "fonctionne" la création, comment elle se renouvelle perpétuellement. (...) il est tout désigné pour enseigner aux Pandava la doctrine des quatre âges(...) notamment les quatre âges du Kali Yuga.
Dans le Mahabharata, il rend visite aux Pandava exilés dans la forêt. Il aurait vécu à une époque près des sources de la  Yamuna, un des fleuves sacrés de l'Inde. Une histoire raconte que Markandeya aurait été sauvé de la mort par Shiva ; une autre que Vishnu en l'inhalant lui aurait montré l'univers alors recueilli dans son corps.